# 372

372(삼백칠십이)는 371보다 크고 373보다 작은 자연수다.

## 수학
- 합성수로, 그 약수는 총 12개다. (1, 2, 3, 4, 6, 12, 31, 62, 93, 124, 186, 372)
  - 372의 진약수의 합은 524이므로, 372는 과잉수다.
- 30번째 불가촉수다. 앞의 불가촉수는 342, 다음은 406이다.
- 8번째 십오각수다. 앞의 십오각수는 280, 다음은 477이다.
- 8번째 육각뿔수다. 앞의 육각뿔수는 252, 다음은 525다.
- {\displaystyle 372=31+37+41+43+47+53+59+61}
  - 연속하는 소수(素數) 8개의 합으로 나타낼 수 있으며, 이 성질을 지닌 앞의 수는 340, 다음 수는 408이다.
- {\displaystyle 372=4^{2}+10^{2}+16^{2}}
  - 공차가 6인 세 자연수의 제곱합으로 나타낼 수 있는 수다. 이 성질을 지닌 앞의 수는 315, 다음 수는 435다.
- {\displaystyle 61^{2}-1}은 372로 나누어떨어진다.

## 과학
- NGC 372(영어판): 물고기자리 방향에 있는 삼중성.
- 372 팔마(영어판): 소행성.

## 교통
- 고속도로 및 국도
  - 유럽 고속도로 372호선(영어판): 폴란드 바르샤바에서 우크라이나 르비우까지 이어지는 유럽 고속도로.
  - 일본 372번 국도(일본어판): 교토부 가메오카시에서 효고현 히메지시까지 이어지는 일본의 국도.
- 기타 도로
  - 372번 지방도: 경기도 파주시 군내면에서 강원특별자치도 화천군 사내면까지 이어지는 대한민국의 지방도.
  - 현도 제372호선

## 군사
- U-372(영어판, 독일어판): 제2차 세계 대전에 사용된 나치 독일의 군용 잠수함.

## 문화유산
- 대한민국의 보물 제372호: 진주 용암사지 승탑
- 대한민국의 사적 제372호: 서울 양천고성지

## 기타
- 연도: 372년, 기원전 372년